# Гайль (річка)
Гайль  (нім. Gail) — річка в Австрії, найбільша права притока Драви, басейн Чорного моря. Довжина — 122,2 км, площа водозбірного басейну — 1413,9 км².

## Етимологія
Назва річки бере свій початок від давнього іллірійського слова Геліас (Gē'lias / Gailias), що позначало бурхливі пінисті води. У часи пізньої античності річка згадується під латинською назвою Лікас (Licas / Licus), що трансформувалась в середньовічне Целлія (Cellia), 800 рік. Перша достовірна писемна згадка про річку Гіла (Gila) датується 1090 роком. Каринтійські словенці, що історично проживають в нижній течії річки, називають її Зіля (Zilja), ця назва була запозичена до італійської мови як Зелія (італ. Zeglia).

## Гідрографія
Бере початок поблизу Обертілліяху на схилах Карнійських Альп в Східному Тіролі на висоті 1518 м. Тече із заходу на схід по тектонічному розлому долинами Тілліахер, Лезахталь і Гайльталь, вздовж кордону з Італією і Словенією. На північ, на лівому березі — Гайтальські Альпи, на південь, на правому березі — Карнійські. Поблизу міста Хермагор в Гайль впадає ліва притока Гессерінг (нім. Gössering), поблизу Арнольдштайна — права притока Гайліц (нім. Gailitz). Поряд із містечком Хермагор озеро Прессеггер-Зее. Поблизу Кечах-Маутена долина розширюється, заболочена. У 1348 році, після фріулійського землетрусу в нижній течії річки відбувся величезний зсув берега (10 км), що призвів до великих повідей, залишки зсуву й досі можна побачити на північ від Арнольдштайну. В селищі Марія-Гайль на південний схід від Філлаху Гайль впадає в Драву, уріз води 484 м над рівнем моря.
|                       |                           |       |
| Гайль поблизу Деллаху | Гайль поблизу Фордербергу | Гирло |

## Режим річки
Средні витрати води поблизу містечка Федераун складають 45,08 м³/с (дані за 1951–2004 роки спостережень). Під час повені витрати води в середньому збільшуються до 398 м³/с, найбільші витрати води — 850 м³/с були зафіксовані під час повіді 5 листопада 1966 року.

## Тваринний світ
Верхів'я річки знаходяться в майже не потурбованому природному стані, що дає можливість зберігати звичайне середовище гніздування для водних куликів: перевізників (Actitis hypoleucos), оляпок (Cinclus cinclus), гірських плисок (Motacilla cinerea). Людський вплив на екологію нижньої течії річки поступово регулюється законодавчими актами з 1870-х років. У річці водиться 17 видів риб: марена (Barbus barbus), підуст (Chondrostoma nasus), ялець-андруга (Telestes souffia) та інші.

## Населені пункти
На берегах річкі розташовані міста (від витоків до гирла): у Тіролі — Обертілліях, Унтертілліях; у Каринтії — Лезахталь, Кечах-Маутен (705 м над рівнем моря), Деллах (672 м), Кірхбах, Хермагор-Прессеггер-Зее (602 м), Санкт-Стефан-ім-Гайльталь, Неч-ім-Гайльталь, Файштріц-ан-дер-Ґайл, Хоентурн, Арнольдштайн і Фордерберг (565 м).